# レオ13世 (ローマ教皇)
レオ13世（ラテン語: Leo XIII, イタリア語: Leone XIII, 1810年3月2日 - 1903年7月20日）は、ローマ教皇（在位：1878年2月20日 - 1903年7月20日）、カトリック教会の司祭。本名、ヴィンチェンツォ・ジョアッキーノ・ラッファエレ・ルイージ・ペッチ（イタリア語: Vincenzo Gioacchino Raffaele Luigi Pecci）。『誤謬表』（シラブス）の発表以来、完全に断絶していたカトリック教会と近代社会の相互理解を目指した。社会問題を扱った初の回勅『レールム・ノヴァールム』を発表したことで有名である。

## 生涯
1810年、ローマ近郊のカルピネート・ロマーノ（当時はフランス帝国領）でルドヴィーコ・ペッチ伯爵（Ludovico Pecci）の六男として生まれた（兄にジュゼッペ・ペッチがいる）ジョアッキノ・ペッチは、ペルージャの司教として評判になり、この名声によって1853年に枢機卿にあげられた。1878年のコンクラーヴェで教皇に選ばれると、レオ13世を名乗った。
先の教皇ピウス9世率いるカトリック教会は、近代社会と科学思想のすべてを否定することで自らのアイデンティティーを保持しようとし、世俗化の政策を進めたイタリア王国宰相カミッロ・カヴールと激しく対立し、ピウス9世はイタリア王国を「カトリックに対する無限の悪と誤りを生み出す存在」と呼んで非難した。1864年には『誤謬表』を発表し、近代社会とカトリック教会は相容れないという印象を世界に与えていた。レオ13世はこの状況を憂慮し、トマス・アクィナスの「理性と信仰の調和」という思想に解決を見出した。彼はトマスを示すことで、信仰と科学が共存しうることを訴えたのである。
レオ13世はバチカン図書館の資料を一般に公開し、神学校の設立にも力を注いだ。また、フランス革命以来、フランス共和国を初めて認めた教皇となった。しかし、かねてより「バチカンの囚人」として教皇庁自らが規定してきた枠組みは崩さず、イタリア王国を認めず、信徒に国政選挙の投票権を放棄するよう求めていた。
そして、彼の業績で最も有名なものは、初の社会回勅にしてカトリック社会教説の先駆ともなった『レールム・ノヴァールム』を発表したことであった。労働問題を扱ったこの回勅において、レオ13世は労働者の権利を擁護し、搾取とゆきすぎた資本主義に警告を行いながらも、一方で台頭しつつあったマルクス主義や共産主義を批判している。
1896年には教皇書簡で、聖公会の聖職者按手の使徒継承を否定した。1898年にはウィリアム・K・L・ディクソンにより、ローマ教皇としては初めて映画（スア・サンティータ・パーパ・レオーネ XIII）の被写体となった。
レオ13世の時代、カトリック教会に再び世界宣教の情熱が強まった。各種修道会が発足し、その規模を拡大し、宣教師が世界に派遣された。世界中で多くの司教区が生まれたのもこの時代であった。
レオ13世はマリアーニ・ワインの愛飲者だったという逸話がある。
レオ13世は25年という長きにわたって教皇の座にあり、1903年に93歳で帰天した。教皇離任時の年齢は1295年以降では歴代最高齢であり、2020年に退位後のベネディクト16世が上回るまでは、1295年以降で最も長生きした教皇経験者であった。